# 라스 케첩

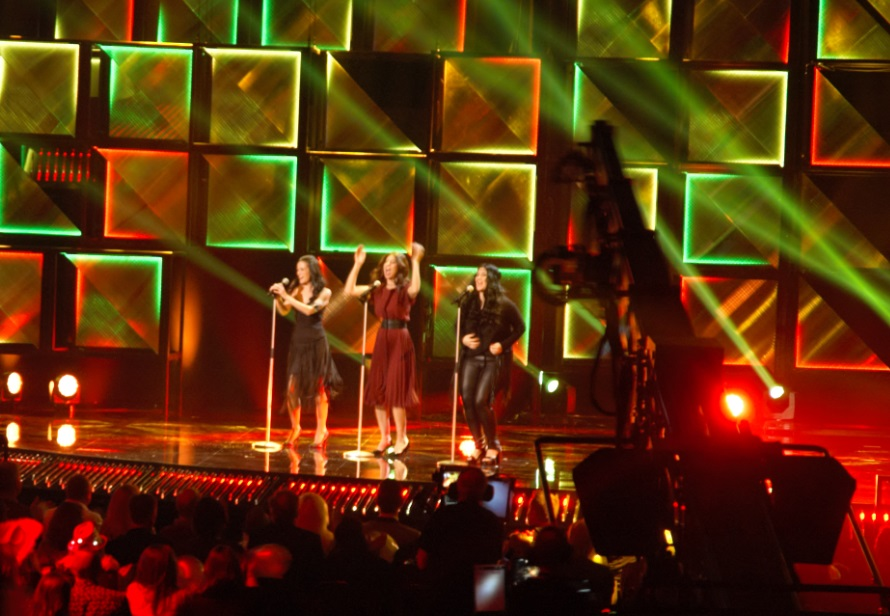
2016년 모습

라스 케첩(Las Ketchup)은 플라멩코 레코드 프로듀서 Manuel "Queco" Ruiz가 결성한 스페인의 걸 그룹이다. 이 그룹의 구성원으로는 자매 Lucía, Lola, Pilar Muñoz이며 나중에 4번째 자매 Rocío가 합류하게 된다. 2002년 히트 싱글 The Ketchup Song(Aserejé)은 전 세계적으로 700만 장 이상이 발매되었다. 이 그룹의 데뷔 스튜디오 음반 Hijas del Tomate는 전 세계적으로 200만 장 이상 판매되었다.
아테네에서 유로비전 송 콘테스트 2006에 스페인 자격으로 노래 Un Blodymary와 함께 참가하였다. 이 그룹은 2006년 이후로는 어떠한 싱글도 발매하지 않고 있으나 스페인과 기타 국가들을 공개 순회하면서 함께 공연을 하고 있다.

## 디스코그래피
음반
- Hijas del Tomate(2002년)
- Un Blodymary(2006년)

싱글
- The Ketchup Song (Aserejé)(2002년)
- Kusha Las Payas(2002년)
- Un Blodymary(2006년)